# Список казахських ханів
У статті подано список казахських ханів

## Казахське ханство
- Керей-хан (1465—1473)
- Жанібек-хан (1473—1474)
- Бурундук-хан (1474—1511)
- Касим-хан (1511—1521)
- Мамаш-хан (1521—1522)
- Тахір-хан (1522—1533)

## 1-ша громадянська війна
- Буйдаш-хан (1533—1537)
- Тугум-хан (1533—1537)
- Ахмат-хан (1533—1535)

## Казахське ханство
- Хак-Назар-хан (1538—1580)
- Шигай-хан (1580—1582)
- Тауєкель-хан (1582—1598)
- Єсім-хан (1598—1628)
- Жанібек-хан (1628—1643)
- Жангір-хан (1643—1652)
- Батир-хан (1652—1680)
- Тауке-хан (1680—1715)
- Кайип-хан (1715—1718)
- Болат-хан (1718—1729)
- Абу аль Мансур Аблай хан (1771—1781)
- Кенесари (1841—1847)

## Старший жуз
- Карт-Абулхайр-хан (1718—1730)
- Жолбарис-хан (1730—1740)

## Середній жуз
- Самеке-хан (1719—1734)
- Абілмамбет-хан (1734—1771)
- Абу аль Мансур Аблай хан (1771—1781)
- Уалі-хан (1781—1819)
- Даїр (1781—1784)
- Бокей-хан (1815—1817)
- Губайдулла-хан (1821—1824)

## Молодший жуз

### ВідРосії
- Нурали-хан (1748—1786)
- Жармухамбет-хан (1786—1791)
- Єрали-хан (1791—1794)
- Єсім-хан (1796—1797)
- Айшуак-хан (1797—1806)
- Жанторе-хан (1806—1809)
- Шергази-хан (1812—1824)

### Обрані народом
- Абулхайр-хан (1718—1748)
- Барак-хан (1731—1748)
- Батир-хан (1748—1785)
- Байрамук (1785—1790)
- Єсім-хан (1790—1791)
- Абілгази-хан (1791—1806)
- Каратай-хан (1806—1816)
- Арингази-хан (1816—1821)

## Внутрішня орда
- Букей (1800—1815)
- Шигай-хан (1815—1823)
- Жангір-хан (1823—1845)
- Сахіб-Керей-хан (1845—1847)

## Центральноазійське повстання (1916)
- Абдігапар Жанбосинули (1916[1]—1917)